# Plinska turbina
Plinska turbina, (ang. gas turbine) je vrsta rotirajočega motorja z notranjim zgorevanjem. Glavni sestavni deli so vstopnik, kompresor, zgorevalna komora, turbina in izpušni del. Termin plinska turbina je malce zavajajoč, ker lahko plinska turbina poleg plina deluje tudi na tekoča goriva - pri obeh je sicer delovni medij v plinskem agregatnem stanju.
Uporabljajo se za generiranje elektrike v elektrarnah, za pogon letal, helikopterjev, vlakov, ladij, tankov in marsikje druge.

## Princip delovanja
Plinske turbine delujejo po principu Braytonovega cikla. Osnovni princip delovanja je ne glede na mesto uporabe enak:
Svež zrak vstopi v kompresor, kjer se stisne na večji tlak. V zgorevalni komori se doda gorivo in zmes se vžge, nastali visokotemperaturni in visokotlačni plini potem ženejo lopatice turbin (pri tem ekspandirajo) in s tem proizvajajo mehansko delo. Del dela, ki ga proizvede turbina se porabi za poganjanje kompresorja.
Izvedbe plinskih turbin so odvisne od namena uporabe: pri reaktivnih letalskih motorjih se prej prekine ekspanzija in izpuh iz turbine ima visoko hitrost, kar poganja letalo naprej. Pri sodobnih reaktivnih turboventilatorskih motorjih sicer turbina proizvede delo na gredi, kar poganja ventilator. Tako letalo poganja ventilator, ki premika hladni zrak in vroči izpuhi iz turbine. Pri sodobnih motorjih se okrog 50% potiska proizvede z ventilatorjem (obtočnim zrakom).
Če se želi mehansko delo za pogon električnih generatorjev, rotorjev helikopterja ali propelerjev turbopropelerskih letal se v turbini proizvede kar se da največ dela v obliki dela na gredi, plini ekspandirajo do skoraj okoljskega tlaka in imajo na izhodu malo kinetične energije.
Razlike od idealnega cikla:
- izgube pritiska zaradi trenja
- izgube v ležajih
- delo potrebno za pogon dodatne opreme
- razmerja Cp in Cv se zaradi temperature in kemične sestave spreminja
- 1-2 % kompresorskega zraka se porabi za hlajenje lopatic
- izgube zaradi nepopolnega zgorevanja

## Difuzor
Pred vstopom v kompresor pri letalskem motorju  se nahaja difuzor, katerega naloga je, da upočasni zračni tok in mu s tem poveča tlak. Dizajn difuzorja je zapleten tehnični problem, saj ima zrak naravno tendenco teči proti nizkemu tlaku. Dosti težje je doseči efektivno pospeševanje zraka, kot pa efektivno pojemanje.

## Kompresor
Naloga kompresorja je, da dovaja čim več visokotlačnega zraka s čim manjšim segrevanjem zraka. Sodobni kompresorji imajo če 90% izkoristek in tlačna razmerja do 50:1. Pri letalskih motorjih pride do t. i. Ram effecta (zrak se pri velikih hitrostih stisne, še preden pride v kompresor), ki dodatno poveča tlačno razmerje. Pretok zraka skozi kompresor znaša čez 160 kilogramov na sekundo pri večjih letalskih motorjih, pri plinskih turbinah pa celo do 500 kilogramov na sekundo. Zrak v aksialnem kompresorju teče vzporedno z osjo vrtenja. Za manjše turbine se uporablja radialni kompresor, ki je bolj robusten in cenejši za izdelavo. Po navadi radialni kompresorji niso uporabljeni za večje motorje, izjema je le turbočrpalka na vesoljskih plovilih, kot so glavni motorja Space Shuttle-a, Buran in podobni. Kompresor porabi približno 50-70 odstotkov vse energije, ki jo proizvede turbina, zato je zelo pomembno dizajnirati kompresor s karseda velikim izkoristkom. Vsak procent boljši izkoristek pri nizkotlačnem kompresorju pomeni 0,75 % boljšo specifično porabo goriva, vsak procent pri visokotlačnemu kompresorju pa približno 0,5 % boljšo specifično porabo goriva. Pri večjih letalskih motorjih se uporablja večgredno izvedbo kompresorja. Isto velja za plinske turbine, ki izhajajo iz letalskih motorjev, pri taki izvedbi poganja visokotlačni kompresor visokotlačna turbina, nizkotlačni kompresor pa nizkotlačna turbina. Pri velikih industrijskih turbinah za električno proizvodnjo pa se po navadi uporabi ena gred. Te turbine so po navadi stacionarne in so lahko zato dosti težje in daljše. Rolls Royce uporablja za svoje motorje RB211 in Trent tri gredi. To sicer pomeni zahtevnejšo izdelavo, vendar je motor lahko lažji in krajši. Za razliko od konkurenčnih dvogrednih GE90 in PW4000, ki poganjata isto letalo Boeing 777 ima trigredni Trent 800 manjšo težo. Ima pa malo večjo porabo goriva kot GE90. Za razliko od dvogrednega CF6 ima RB211 manj spremenljivih vodnikov na lopatice kompresorja. Trigredni motorji imajo manj kompresorskih stopenj, ker se zaradi treh gredi, ki se vrtijo pri različnih hitrostih, lahko bolj optimizira lopatice. Za stopnjo se šteje set statorjev in set rotirajočih lopatic. Po navadi se zraku poveča tlak za 1,1 – 1,2 na stopnjo. Število stopenj je odvisno od željenega izhodnega tlaka. Plinska turbina LMS100 ima tlačno razmerje 42:1. Največji izkoristek kompresorja se doseže tako, da se izenači tlačna razmerja nizko- in visokotlačnega kompresorja. Sodobni kompresor motorja GENX bo imel t. i. bliske – »bladed disk«, namesto vstavljenih lopatic, kot pri današnjih motorjih, bodo lopatice in disk narejene iz enega samega dela. Pri Genx bodo prve tri stopnje uporabljale blisk, ostale pa klasično izvedbo. Poškodovana lopatica pri blisku zahteva zamenjavo celotnega diska, kar je precej drago in zamudno.
Prva stopnja statorskih lopatic kompresorja (Inlet Guide Vanes) je po navadi gibljiva, zato da zrak zadane rotirajoče lopatice pod najbolj optimalnim kotom. Ker so lopatice oblikovane podobno kot krilo, lahko tudi v kompresorju lopatice izgubijo vzgon in nastopi t. i. vrij na kompresorju. Največkrat se pojavi pri nižjih obratih, visokih zunanjih temperaturah ali pa pri hitremu pospeševanju motorja. Stopnja kompresije je odvisna od hitrosti vrtenja kompresorja. Pri nižjih obratih se zrak ne stisne toliko, zato ima večji volumen, kot je potrebno in lahko zato zaduši motor. Ta problem se reši s tem, da odvajamo zrak iz kompresorja in spustimo samo količino, ki je potrebna. Letalski motorji imajo okrog 20% varnost proti vriju na kompresorju, ki lahko tudi povsem uniči motor.  Tehnične rešitve za preprečevanja vrija na kompresorju:
- zmanjšanje vpadnih kotov na sprednjih stopnjah kompresorja
- odvajanje odvečnega zraku iz kompresorja
- večgredna izvedba kompresorja, pri katerem se nizkotlačni kompresor bolj upočasni

Pri velikih hitrostih leta, se zrak zaradi zastojnega efekta (Ram efffect) stisne in segreje, kar zmanjša kompresijsko razmerje in lahko povzroči "Choke".

### Zgorevalna komora
Zelo pomemben in tehnično zahteven del motorja. Pri načrtovanju moramo upoštevati probleme s področja termodinamike, mehanike fluidov, metalurgije. Toplotna moč zgorevalnika je do 1000x večja od industrijskih peči. Pri motorju RB211 s potisno silo 60000 lbf znaša okrog 120 MW, pri plinski turbini LMS100 pa čez 210 MW. Glede na izvedbo ločimo obročasto in cevasto obročasto zgorevalno komoro. Obročasta ima en zgorevalni prostor razporejen koncentrično okoli glavne osi. Je najbolj pogosto uporabljen tip pri turboventilatorskem motorju, nekoliko manj pa je uporabljen pri plinskih turbinah. Od cevastoobročastih so lažje, imajo manjšo površino, boljšo porazdelitev temperature na izhodu in daljšo življenjsko dobo. Cevastoobročaste komore pa bolje izkoristijo prostor, ki je na voljo in imajo manjše emisije pri aeroderivativnih plinskih trubinah.
Dizajn zgorevalnika zelo vpliva na zmožnost zagona motorja in pospeševanje. Zagotovljen mora biti zagon tudi na veliki višini in vnosu vode v motor. Temperatura plamena dosega tudi 1900 C, kar je dosti preveč za material iz katerega je zgrajena zgorevalna komora. Zato jo je treba hladiti z zrakom iz kompresorja s t. i. filmskim hlajenjem. Na stenah zgorevalnika so luknjice za kompresorski zrak, ki razvije tanek zaščitni plašč in tako prepreči taljenje stene. 
Le 20-25% zraka, ki vstopi v zgorevalno komoro se uporabi za zgorevanje, ostalih 75-80% je hladni sekundarni in terciarni zrak, ki zniža temperaturo pred vstopom v turbino.  Zgorevanje poteka v razmerju 50:1 pri bogati mešanici in 200:1 pri revni mešanici. Turbinski motorji potrebujejo nekajkrat več zraka za isto moč kot batni motorji. Nižje temperature pred vstopom sicer pomenijo manjši izkoristek, vendar bi v nasprotnem primeru uničili motor.
Glavni kriteriji za načrtovanje zgorevalne komore:
- gorivo mora čim bolj popolno zgoreti, čim manj neizgorelih ogljikovodikov
- stabilno delovanje pri vseh režimih leta in na vseh višinah
- majhne izgube pritiska v zgorevalni komori
- enakomerna porazdelitev toplote
- čim manj vročih točk (Hot Spots)
- čimlažji zagon in ponovni zagon v letu v primeru izgube plamena
- čim manj dima in škodljivih emisij.

### Uvodnik na lopatice turbine
Usmerja vroče pline na rotorje lopatic. Glede na število vrtljajev se gibljejo in skrbijo, da dotekajo plini pod pravilnim kotom na lopatice.  Za idealno delovanje bi moralo biti gibljivih čim več stopenj vendar je zaradi tehničnih težav in zanesljivosti večina stopenj fiksnih. Grajene so z votlo sredico za hlajenje. V prihodnosti se obeta nov način transpiracijskega hlajenja, ki bo dovoljeval višje vstopne temperature in s tem večjo moč. Material naj bi bil sintran z več tisoč majhnimi luknjicami za hlajenje.

### Turbina
Glavna naloga pri letalskem motorju je poganjanje kompresorja, ventilatorja (pri turbofanu) in dodatne opreme motorja (črpalke za gorivo, hidravlične črpalke, alternatorje). Pri industrijskih pa poleg kompresorja in opreme motorja poganja še pogonsko (gonilno) gred. Pri večjih letalskih motorjih mora pretvoriti več kot 100000 konjiskih sil, pri industrjskih turbinah pa še nekajkrat več. Obremenite na lopatico je pri plinski turbini lahko tudi 300 konjskih sil.
Prav tako kot pri kompresorjih poznamo aksialne in radialne turbine. Slednje se po navadi uporabljajo za manjše moči, npr. pri helikopterjih in turbopropelerskih letalih. 
V večjih letalskih motorji in plinskih turbinah se vedno uporabljajo aksialne turbine, ki zagotavljajo velik pretok in veliko tlačno razmerje. Za razliko od kompresorskih lopatic, so turbinske lopatice dosti bolj temperaturno obremenjene. Moč motorja je omejena z največjo temperaturo, ki jo lahko vzdrži turbina. Primer: Če povečamo vstopno temperaturo iz 980 stopinj Celzija na 1370 stopinj Celzija, bi pridobili 130% več dela in hkrati manjšo porabo goriva. Zato se za materiale lopatic uporablja najnaprednjše materiale: nikelj, kobalt, titan. Sodobne turbine dosegajo toplotne izkoristke do 46% odstotkov, v prihodnosti bo mogoče z uporabo keramičnih materialov (cermet) dosegati tudi večje izkoristke. Lopatice sodobnih letalskih motorjev morajo za kratek čas med vzletom zdržati temperate do 1833K. Hitrost vrtenja visokotlačne turbine je prilagojena optimalnemu delovanju visokotlačnega kompresorja, hitrost nizkotlačne vrtine pa se lahko s številom lopatic prilagaja glede na to kaj poganjajo. Pri letalih poganjajo ventilator, kjer so možna manjša odstopanja. Za generacijo električnega toka na letalih pa odstopanja vrtilne hitrosti niso primerna zato se uporablja CSD (Countinous Speed Drive), ki se konstantno vrti z enako hitrosti . V primeru, ko plinske turbine direktno ženejo električni generator pa je potrebno nadzirati vrtilno hitrost na 3600 ali 3000 obrat odvisno od želene frekvence (60 ali pa 50 Hz). Pri nekaterih turbinah se lahko spremeni vrtilno hitrost samo s spreminjanjem lopatic, pri nekaterih pa je primeren reduktor.
Lopatice turbine so lahko impulzne, reaktivne ali pa kombinacija obeh. Pri idealni impulzni turbini se celotna energija pretvori v kinetično, nič tlaka se ne izgubi na lopaticah. Če se turbina ne vrti, ni opravljenega dela, vendar je takrat sila na lopatico največja. Večinoma so lopatice kombinacija impulzne in reakcijske. V ameriških motorjih se pogosto uporablja 50% reakcijska lopatica in obodu in 50% impulzna na korenu. S tem se doseže enako porazdelitev moči po lopatici in bolj enakomerni izhodni tlak. Zaželen je čim bolj aksialen izhod plinov iz turbine. To se doseže s statorji. Lopatice so po navadi dizajnirane tako, da delujejo najbolj optimalno pri križarjenju ali pa pri nazivni moči pri plinski turbini. Lopatice letalskih in aeroderivativnih motorjev so si med seboj zelo podobne, pri enogrednih industrijskih turbinah najdemo podobnost s parnimi turbinami. Lopatice višje tlačne turbine delujejo pod večjimi temperaturami in tlaki, zato morajo biti hlajene s kompresorskim zrakom. Trenutno je edini uspešen način prisilno konvekcijsko hlajenje. Vendar niso vedno lopatice visokotlačne turbine kritični element, lopatice nizkotlačne turbine so dosti daljše in se lahko odlomijo.

### Disk turbine
Disk turbine je eden izmed najbolj obremenjenih delov turbine. Delovati mora pri visokih temperaturah in visokih vrtljajih (tudi čez 60000 na minuto). Odpoved diska motorja skoraj gotovo pomeni izgubo turbine, lahko pa celo poškoduje letalo. Disk mora biti statično in dinamično uravnotežen. Izdelan je iz posebne litine jekla, legiranega s kromom, nikljem in kobaltom. Po kovanju se ga pregleda z X-žraki, ultrazvokom in drugimi aparati. Lopatice in disk motorja so pri letalskih in aeroderivativnih turbinah precej lažji od industrijskih turbin, kjer teža ni tako pomembna. Lopatice se na disk pritrdi na »fir tree« (utori v obliki obrnjene smreke) način, ki dovoli različne stopnje razširjanja diska in lopatic. Obstajajo tudi drugi načini pritrjevanja, vendar se le redko uporabljajo. Aksialen pomik lopatice se onemogoči s kovicami, distančniki ali pa drugo stopnjo turbine. Nekatere turbine imajo na zunanjem premeru »Shroud« obroč, ki zmanjšuje izgube na robu. Prav tako zmanjšuje vibracije in preprečuje zvitje lopatice na manjši vpadni kot zaradi velikih sil. Zunanji obroč doda maso, zato se mora turbina počasneje vrteti in pri manjši temperaturi. Pri turbinah, ki nimajo zunanjega obroča se naredi t. i. nožev rob, ki se med delovanjem obrabi ob rob površine in s tem zagotovi čim manjšo zračnost.

### Izpušno vodilo in šoba
Ta del igra pomembno vlogo pri letalskem motorju, pri plinski turbini pa je pomeni dosti manjši, saj se skoraj vsa energija porabi že v turbini. Pri ladjah in stacionarnih turbinah se za odvod uporabi tako imenovani Edduct Effekt za odvod izpušnih plinov v ozračje. Izpušne šobe so za pozdvočne motorje konvergentne. Težnja je k čim večjemu povečanje kinetične energije izpušnih plinov in s tem povečanjem potiska. Sekundarna vloga izpušne šobe pa je zmanjšanje vrtincev v izpuhu. V šobi se nahajajo tudi termopari za merjenje izpušnega tlaka in EGT. S pomočjo razlike med TIT in EGT se lahko izračuna moč turbine.

### Tesnila
Letalske in aeroderivativne turbine imajo skoraj identičen način tesnenja in ležajenja. Pri plinskih turbinah se pojavlja večinoma radialna sila, pri letalskih pa tudi aksialna zaradi potiska. Za radialne sile se uporabi valjčne in drsne ležaje za aksialne pa kroglične. Ležaji so mazani z razpršenim oljem ali pa tankim filmom zraka. Olje dosega tudi čez 300 C zato mora biti hlajeno v toplotnem izmenjevalniku gorivo-olje. Za razliko od batnih motorjev, ki mažejo cilindre, turbina deluje povsem brez olja, razen na lopaticah. V primeru, da bi olje puščalo, bi to zelo poslabšalo delovanje motorja. Ostanki olja se lahko naberejo na kompresorju in povečajo aerodinamični upor. V cirkulatornem sistem je nameščen t. i. Chip Detector, ki zaznava majhne kovinske delce in tako obvseti predčasno o morebitni poškodbi.

## Primerjava z batnimi motorji
Turbinski motorji so precej lažji in manjši, kot batni motorji iste moči. Razmerje moč/teža dosega tudi 10 KM/kg (7,46 kW/kg), za primerjavo letalski batni motor Wright R-3350 razvija 2,8 KM/kg (2.09 kW/kg). Ekstremen primer je turbočrpalka raketnega motorja RS-24 (Space Shuttle), ki razvija celo 138 kW/kg.
Turbinski motorji so bolj zanesljivi kot letalski batni motorji, zato se uporabljajo na skoraj vseh potniških letalih in helikopterjih. Odpovedi sodobnih turboventilatorskih so nekje 1 odpoved na več sto tisoč ur delovanja.
Slabost turbinskih motorjev je, da je izkoristek zelo slab pri manjših močeh (npr 45%), pri batnih je izkoristek bolj konstanten tudi pri manjših močeh. Turbinski motorji tudi počasneje pospešujejo zaradi velike inercialne energije rotirajočih delov, pri turboventilatorskih motorjih traja pospeševanje do največje moči do 8 sekund.
Batni motorji imajo (predvsem dizelski) večji izkoristek, ki je po navadi 30-40%, največ 54% pri MAN dvotaktnem dizelskem motorji. Aeroderivativna plinska turbina LMS100 razvije okrog 46% v najboljšem primeru, druge turbine precej manj.

## Emisije
Glavni osnaževlaci poleg ogljikovega dioksida so dušikovi dioksidi (NOx), ogljikov monoksid (CO), nezgoreli ogljikovodiki (UHC), žveplovi oksidi (SOx). Slednjih je sicer manj, vendar se lahko skoncentrirajo okoli stacionarnih plinskih turbin. Dušikovi oksidi lahko reagirajo s sončno in povzročajo smog in kisli dež.  Dušikovi oksidi tudi povzročajo izgubo ozona na velikih višinah.
Pri letalskih motorjih se pri počasnem taksiranju in čakanju v vrsti največ pojavljajo neizgoreli ogljikovodiki, ker zaradi majhnih vrtljajev ni optimalnega zgorevanja. V drugih fazah leta, pa je kritični polutant NOx. Na letalskih motorjih je precej težje znižati emisije dušikovih oksidov (NOx), kot pri plinskih turbinah. V nekaterih primerih se pri znižanju NOx lahko povečajo emisije UHC in CO. NOx se sicer povečuje eksponentno s temperaturo, z zvišanjem temperaturo iz 1800K na 1900K podvojimo emisije NOx. Novejše zgorevalne komore, kot so npr. TAPS pri motorju GENX in podobna zgorevalna komora pri Trentu XWB napovedujejo dosti manjše emisije. To naj bi dosegli z bolj uniformno porazdelitvijo temperature in boljšo konturo zgorevalne komore. Pri stacionarnih in ladijskih turbinah pa lahko dosežemo zmanjšanje emisij na dva načina: z uporabo vodne pare (WLE), če pa vode ni na voljo pa z uporabo tehnologije DLE-2 (Dry Low Emissons 2). Slednja pride v poštev v puščavah ali pa na ladjah, kjer ni demineralizirane vode. Oba načina znižata emisije do 25 ppm, kar je dosti manj kot pri letalih. Pri plinskih turbinah se lahko uporablja tudi katalizator SCR (Selective Catalytic Reduction), vendar je dražji in se uporablja samo, če je gorivo naravni plin.